# 厚叶楼梯草
厚叶楼梯草（学名：Elatostema crassiusculum）为荨麻科楼梯草属的植物，是中国的特有植物。分布于中国大陆的云南等地，生长于海拔450米至700米的地区，一般生长在低山林下阴处石上，目前尚未由人工引种栽培。